# MTV Movie Awards 2008
MTV Movie Awards 2008 var en amerikansk filmprisbegivenhed, der fandt sted den 1. juni, 2001 på Gibson Amphitheatre i Universal City i Californien i USA. Mike Myers optrådte som vært for ceremonien.

## Optrædende kunstnere
- Coldplay — "Viva la Vida"
- The Pussycat Dolls — "When I Grow Up"

## Præsentøre
- Jason Bateman
- Jack Black
- Steve Carell
- Tom Cruise
- Robert Downey Jr.
- Anna Faris
- Will Ferrell
- James Franco
- Brendan Fraser
- Megan Fox
- Anne Hathaway
- Jennifer Hudson
- Dwayne Johnson
- Lindsay Lohan
- Danny R. McBride
- Katharine McPhee
- Edward Norton
- Sarah Jessica Parker
- Seth Rogen
- P. Diddy
- Will Smith
- Ben Stiller
- Emma Stone
- Charlize Theron
- Verne Troyer
- Liv Tyler
- Rumer Willis
- Rainn Wilson

## Vinder og nominerede

### Best Movie
Transformers
- Superbad
- Juno
- National Treasure: Book of Secrets
- Pirates of the Caribbean: Ved verdens ende
- I Am Legend

### Best Male Performance
Will Smith – I Am Legend
- Michael Cera – Juno
- Matt Damon – The Bourne Ultimatum
- Shia LaBeouf – Transformers
- Denzel Washington – American Gangster

### Best Female Performance
Ellen Page – Juno
- Amy Adams – Enchanted
- Jessica Biel – I Now Pronounce You Chuck and Larry
- Katherine Heigl – Knocked Up
- Keira Knightley – Pirates of the Caribbean: Ved verdens ende

### Breakthrough Performance
Zac Efron – Hairspray
- Nikki Blonsky – Hairspray
- Megan Fox – Transformers
- Chris Brown – This Christmas
- Michael Cera – Superbad
- Jonah Hill – Superbad
- Christopher Mintz-Plasse – Superbad
- Seth Rogen – Knocked Up

### Best Villain
Johnny Depp – Sweeney Todd – Den Djævelske Barber fra Fleet Street
- Javier Bardem – No Country for Old Men
- Topher Grace – Spider-Man 3
- Angelina Jolie – Beowulf
- Denzel Washington – American Gangster

### Best Comedic Performance
Johnny Depp – Pirates of the Caribbean: Ved verdens ende
- Amy Adams – Enchanted
- Jonah Hill – Superbad
- Seth Rogen – Knocked Up
- Adam Sandler – I Now Pronounce You Chuck and Larry

### Best Kiss
Robert Hoffman og Briana Evigan – Step Up 2: The Streets
- Amy Adams and Patrick Dempsey – Enchanted
- Shia LaBeouf and Sarah Roemer – Disturbia
- Ellen Page and Michael Cera – Juno
- Daniel Radcliffe and Katie Leung – Harry Potter og Fønixordenen

### Best Fight
Sean Faris vs. Cam Gigandet – Never Back Down
- Alien vs. Predator – Aliens vs. Predator: Requiem
- Hayden Christensen vs. Jamie Bell – Jumper
- Matt Damon vs. Joey Ansah – The Bourne Ultimatum
- Tobey Maguire vs. James Franco – Spider-Man 3
- Chris Tucker and Jackie Chan vs. Sun Ming Ming – Rush Hour 3

### Best Summer Movie So Far
Iron Man
- Indiana Jones and the Kingdom of the Crystal Skull
- Narnia: Prins Caspian
- Sex and the City
- Speed Racer

## Lifetime Achievement Award
- Adam Sandler